# Turanobius
Genre
Turanobius est un genre d'araignées aranéomorphes de la famille des Oecobiidae.

## Distribution
Les espèces de ce genre se rencontrent en Asie.

## Liste des espèces
Selon World Spider Catalog (version 25.0, 27/06/2024) :
- Turanobius ferdowsii (Mirshamsi, Zamani & Marusik, 2017)
- Turanobius hissaricus Zamani, Marusik & Fomichev, 2024
- Turanobius leptonychus Zamani, Marusik & Fomichev, 2024
- Turanobius tadzhikus (Andreeva & Tystshenko, 1969)

## Systématique et taxinomie
Ce genre a été décrit par Zamani, Marusik et Fomichev en 2024.